# Erdbeben bei Tabas 1978
Das Erdbeben bei Tabas vom 16. September 1978 erschütterte um 19:35 Uhr Ortszeit den Boden in der iranischen Provinz Chorasan. Das Beben mit der Magnitude von 7,4 MS hatte sein Epizentrum nahe der Stadt Tabas, die durch das Beben völlig zerstört wurde. Mindestens 15.000 Menschen verloren bei der Naturkatastrophe ihr Leben.

## Tektonik
Obwohl Iran zu den tektonisch aktivsten Regionen der Welt zählt, waren in dem Gebiet des Erdbebens von 1978 keine historischen Erdbeben bekannt und es galt als seismisch wenig gefährdet. Der Herdvorgang des Erdbebens war eine Überschiebung an einer zuvor unbekannten, NNW-SSO verlaufenden Verwerfung, wobei sich das östliche Hangende, das geologisch junge Schotori-Faltengebirge, über das westliche Liegende, eine Senke, geschoben hat.  Mit einer Magnitude von 7,4 MS war es das stärkste bislang instrumentell registrierte Erdbeben in Iran.
Das Epizentrum des Erdbebens vom 16. September 1978 lag rund 50 Kilometer südöstlich von Tabas und es hatte eine Herdtiefe von 33 Kilometern. Die Erschütterungen dauerten etwa 56 Sekunden lang an. Dem Beben ging ein lautes Geräusch voraus, das etwa vier Sekunden vor Eintreffen der ersten Erschütterungen begann und das von Zeugen mit dem „Abfeuern von fünfzig Kanonen“ verglichen wurde.
Über einen Zeitraum von 16 Monaten ereigneten sich mehrere Nachbeben.

## Opfer und Schäden

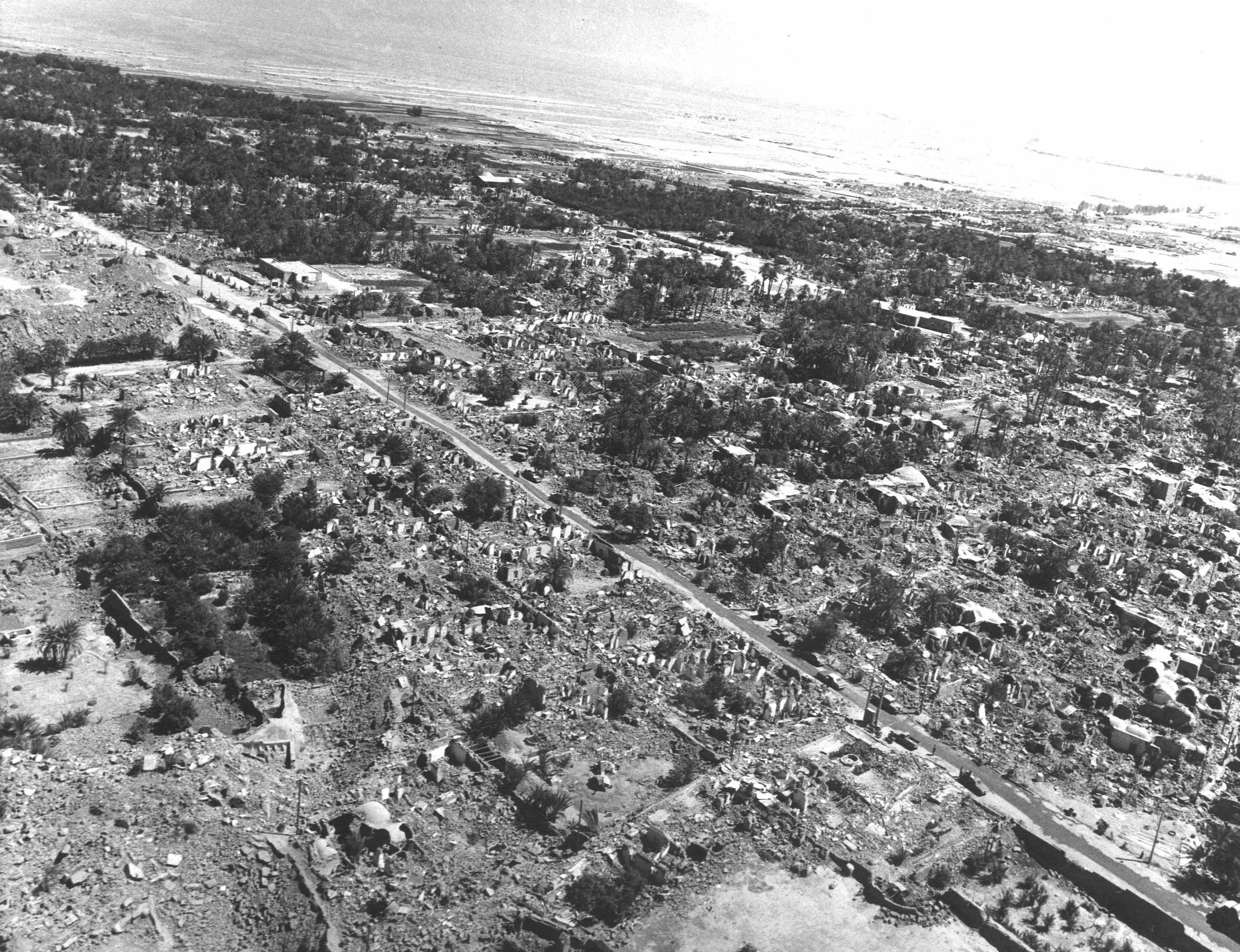
Luftaufnahme von Schäden nach dem Beben

Durch das Erdbeben kamen nach abweichenden Angaben mindestens 15.000 bis 26.000 Menschen ums Leben. Tausende wurden verletzt.
In der Stadt Tabas entfaltete das Beben die Maximalintensität von Stufe IX bis X auf der Modifizierten Mercalliskala. Die Stadt wurde dabei völlig zerstört. Schätzungen zufolge überlebten nur etwa 2.000 der 13.000 Einwohner die Katastrophe. Es gab keine Wasser- und Stromversorgung und die Telefonleitungen waren unterbrochen. Etwa 90 Dörfer wurden zerstört oder schwer beschädigt, in weiteren 50 traten geringere Schäden auf. 15.000 Gebäude wurden zerstört sowie 30 Qanate.
Durch das Beben bildete sich in zehn Abschnitten ein insgesamt 85 Kilometer langer Versatz von Erdschollen an der Oberfläche.

Der Schah Mohammad Reza Pahlavi rief eine dreitägige Staatstrauer aus. Hilfskräfte arbeiteten wochenlang in den betroffenen Gebieten. Es herrschte große Unzufriedenheit über das Katastrophenmanagement der Regierung, wodurch die wachsende Opposition gegen den Schah befeuert wurde. Vier Monate später wurde er gestürzt.

## Belege
1. 1 2  Jafar Shoja-Taheri, John Gregg Anderson: The 1978 Tabas, Iran, earthquake: An interpreation of the strong motion records. In: Bulletin of the Seismological Society of America. Band 78, Heft 1. S. 142–171, Februar 1988 (englisch).
2. 1 2 3 4 5  Manuel Berberian: Tabas-e-Golshan (Iran) Catastrophic Earthquake of 16 September 1978; A Preliminary Field Report. In: Disasters. Band 2, Heft 4. Dezember 1978, S. 207–219, doi:10.1111/j.1467-7717.1978.tb00099.x (englisch).
3. 1 2 3  Manuel Berberian: Aftershock tectonics of the 1978 Tabas-e-Golshan (Iran) earthquake sequence: a documented active 'thin- and thick-skinned tectonic' case. In: Geophysical Journal International. Band 68, Heft 2. Februar 1982, S. 499–530, doi:10.1111/j.1365-246X.1982.tb04912.x (englisch).
4. ↑  Richard Walker, James Jackson, Calum Baker: Surface expression of thrust faulting in eastern Iran: source parameters and surface deformation of the 1978 Tabas and 1968 Ferdows earthquake sequences. In: Geophysical Journal International. Band 152, Heft 3. März 2003, S. 749–765, doi:10.1046/j.1365-246X.2003.01886.x (englisch).
5. ↑  M 7.4 - eastern Iran. USGS, abgerufen am 15. September 2020 (englisch).
6. ↑  Significant Earthquake Information: Iran: Tabas. NCEI/WDS Global Significant Earthquake Database. NOAA National Centers for Environmental Information, abgerufen am 23. September 2020 (englisch).
7. 1 2 3  BBC on this day – 1978: Thousands dead in Iran earthquake. In: bbc.co.uk. Abgerufen am 15. September 2020 (englisch).